# 고르가
고르가(이탈리아어: Gorga)는 이탈리아 라치오주 로마현에 위치한 코무네다. 로마로부터 남동쪽 60km 거리에 있다.